# Sławomir Kudłaczewski
Sławomir Kudłaczewski (ur. 23 maja 1972) – polski siatkarz, przyjmujący. W Polskiej Lidze Siatkówki zawodnik Płomienia Sosnowiec, Czarnych Radom i Skry Bełchatów.